# Jewhen Nakonetschnyj
Jewhen Petrowytsch Nakonetschnyj (ukrainisch Євген Петрович Наконечний, * 18. Juni 1931 in Czerepin, Polen; † 14. September 2006 in Lwiw, Ukraine) war ein ukrainischer Historiker, Bibliotheks- und Sprachwissenschaftler, Holocaust-Forscher.

## Leben
Jewhen Nakonetschnyj kam in Tscherepyn im heutig ukrainischen Rajon Pustomyty der Oblast Lwiw zur Welt. Im damals polnischen Lwiw besuchte er eine private ukrainische Volksschule.
Nach dem Abitur im sowjetischen Lwiw wurde er im Alter von siebzehn Jahren im Januar 1949 vom sowjetischen Sicherheitsdienst verhaftet und wegen Mitgliedschaft in einer illegalen Organisation zum Tode verurteilt, die Strafe wurde nachträglich auf 25 Jahre Haft geändert. Er kam ins Gulag-Zwangsarbeitslager und wurde beim Holzfällen im Norden Russlands beschäftigt. Im Lager wurde er mit den OUN- und UPA-Kämpfern sowie Häftlingen aus den Baltenländern, deutschen und japanischen Kriegsgefangenen eingesperrt.
Dank der Tauwetter-Periode nach dem Tode Stalins wurde er 1955 befreit und kam nach Lwiw zurück.
Er studierte an der philologischen Fakultät der Lwiwer Universität, danach wurde er an der Lwiwer Wissenschaftlichen Nationalen Wassyl-Stefanyk-Bibliothek angestellt, wo er die Ukrainistik-Abteilung leitete.
Jewhen Nakonetschnyj verfasste Werke über die Geschichte von Lwiw und über die ukrainisch-jüdische Beziehungen in Lwiw vor dem Zweiten Weltkrieg und während der Kriegsjahre.
Nakonetschnyj ist an Krebs im Alter von 75 Jahren gestorben und wurde auf dem Lytschakiwski-Friedhof bestattet.

## Wirkung
Der ukrainische Schriftsteller Jurij Wynnytschuk hat Jewhen Nakonetschnyj seinen Roman „Im Schatten der Mohnblüte“ (ukrainisch Танґо смерті) gewidmet.

„Gewidmet Jevhen Nakonetschnyj (1931–2006), Autor  der Bücher Der gestohlene Name und Shoah in Lwiw, dem guten Geist der Stefanyk-Bibliothek der Wissenschaften. Er hat mir wiederholt und nachdrücklich, dabei durchaus einnehmend, das Thema für diesen Roman nahegelegt, mich mit verschiedenster Literatur versorgt und seine Erinnerungen mit mir geteilt.“

## Werke (Auswahl)
- Євген Наконечний: Украдене ім'я: Чому русини стали українцями (Der gestohlene Name. Warum die Ruthenen Ukrainer wurden) : Львів: ЛА «Піраміда», 2004. ISBN 966-7188-94-9[2]
- Євген Наконечний: «Шоа» у Львові (Shoah in Lwiw) : Львів: ЛА «Піраміда», 2006. ISBN 966-8522-47-8) – die tragische Geschichte der jüdischen Bevölkerung Lwiws während der Kriegsjahre nach den persönlichen Erinnerungen des Verfassers[3].